# Camp de Changi
Pour les articles homonymes, voir Changi.
Le camp de prisonniers de guerre de Changi est un camp de prisonniers de guerre construit par les occupants japonais sur l'est de l'île principale de Singapour durant la Seconde Guerre mondiale.
Le camp a été construit sur le site de trois anciennes casernes britanniques après la conquête de l'île le 15 février 1942. Dans ce camp de prisonniers de guerre, les Japonais ont rapidement regroupé la quasi-totalité de leurs prisonniers de guerre alliés (les Britanniques, les Australiens et Néerlandais) ainsi que de nombreux civils.
Au cours de son existence, environ 87 000 prisonniers y furent internés, et environ 850 y sont morts. Une partie beaucoup plus importante des soldats alliés sont morts dans les camps de travail, en Birmanie, en Thaïlande et à Bornéo.
Aujourd'hui, sur le site de l'ancien camp se situent l'aéroport Changi et la prison de Singapour (dans laquelle les trafiquants de drogue sont régulièrement exécutés).

## Avant-guerre
Singapour était sous domination britannique, et était surnommé « l'arsenal de la démocratie » et le « Gibraltar de l'Extrême-Orient ». En 1936, Les Britanniques avaient installé, dans le nord-est de l'île une prison destinée à accueillir 600 prisonniers de droit commun, à proximité de la caserne Selarang.

## Le camp

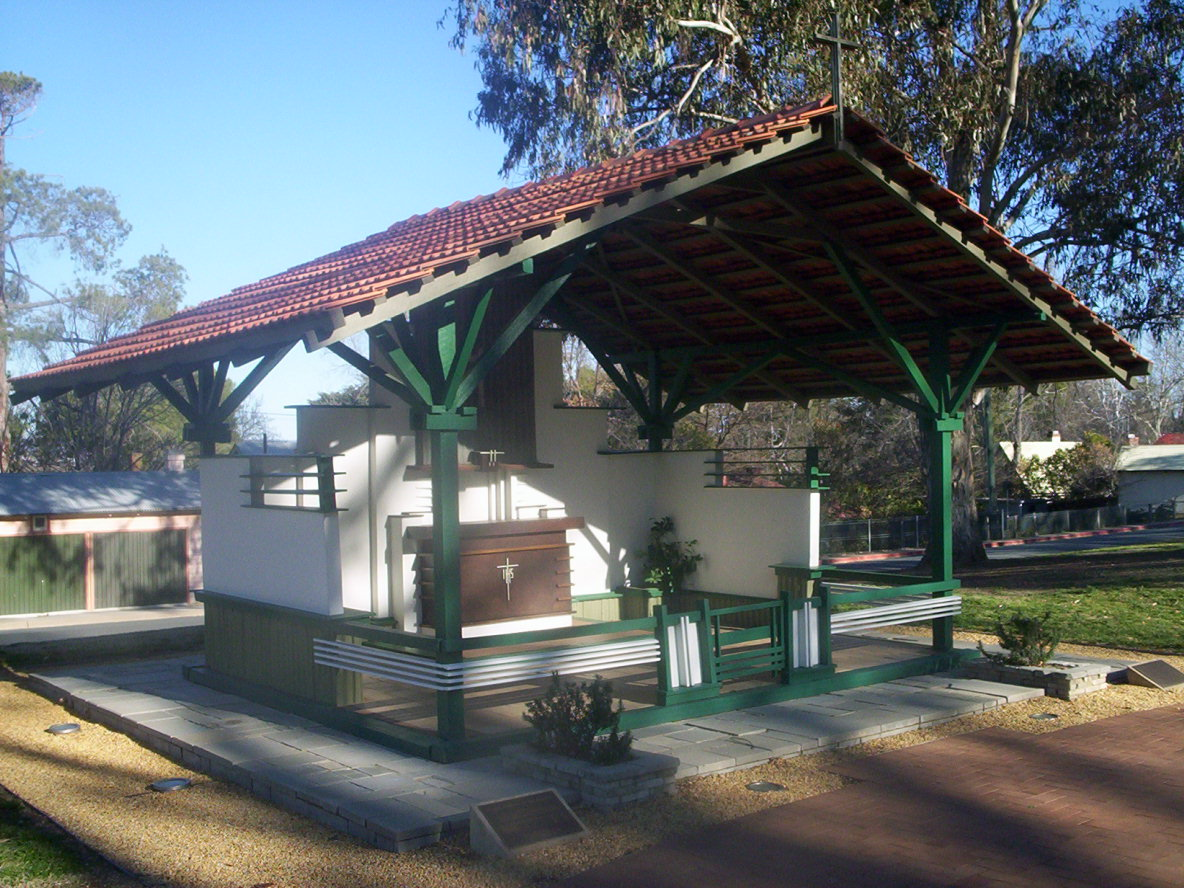
Chapelle construite en 1944 par des prisonniers australiens, reconstruite en 1988 à Canberra.

Lorsque les derniers défenseurs de Singapour, au nombre de 40 000, se rendirent aux Japonais le 15 février 1942, ils furent envoyés (à pied) dans l'est de l'île, près de la prison. Parmi eux, environ 15 000 Australiens furent détenus dans l'ancienne caserne Selarang.
3 000 civils britanniques et néerlandais furent d'abord détenus dans la caserne de Selarang. En tout, 50 000 prisonniers de guerre alliés furent regroupés à proximité de la prison.
Au début, les Japonais ne se sont pas vraiment intéressés à leurs prisonniers, laissés sous le contrôle de leurs propres commandants. Les Japonais entraient rarement dans l'enceinte de la prison. Les officiers ont souvent essayé, en vain, de maintenir la discipline militaire, et de passer le temps avec des exercices et des défilés. Mais en réalité, les journées étaient longues.
Des interrogatoires musclés y furent pratiqués, et la malnutrition y sévissait, ainsi que plusieurs maladies. Une chorale fut très vite autorisée, même encouragée. Des orchestres se produisaient, des œuvres furent composées, et un disque fut même enregistré dans l'immédiat après-guerre en souvenir de l'orchestre. Des caricatures ont été réalisées à partir de scènes de la vie du camp.
En octobre 1943, après l'opération militaire britannique « Jaywick » où un commando australien mena un raid dans le port de Singapour et y coula plusieurs navires marchands japonais, les autorités du camp de Changi furent persuadées de l'implication de certains prisonniers dans l'opération. Une centaine d'entre eux fut interrogée par la Kenpeitai, la police militaire japonaise.

### Prisonniers notables
Les prisonniers de ce camp étaient des militaires du Commonwealth britannique et américains. Parmi eux, des musiciens et des écrivains célèbres y ont été internés.
- James Clavell, romancier britannique, qui écrira plus tard King Rat, s'inspira de ses souvenirs du camp.
- George Aspinall, photographe australien, qui a immortalisé les corps amaigris des prisonniers.
- W. R. M. Haxworth, peintre, auteur de plus de 400 caricatures et dessins sur la vie des prisonniers.
- Ray Tullipan, musicien.
- Slim de Grey, musicien.
- Harry Berry, musicien.

### La vie dans le camp
Très vite, le camp, installé sur une prison et un camp militaire, fut surpeuplé. La vie y était rendue plus difficile par les dégradations provoquées par les combats lors de la conquête japonaise. Cependant, l'impression de camp de vacances des premiers jours ne dura pas longtemps. les détenus dormaient sur des lits de fortune, souvent constitués de caisses et de fibres de noix de coco, la lessive et le linge accrochés en hauteur. Au début, les prisonniers avaient encore suffisamment de vêtements, comme le rapporte George AspinallLa sous-nutrition était le principal problème des prisonniers : la ration de riz ne couvrait que la moitié des besoins alimentaires, et contenait des charançons. Ainsi, les détenus furent extrêmement maigres et sujets aux maladies. Au bout d'un moment, les prisonniers furent autorisés à compléter leur alimentation de riz en cultivant des légumes (patates douces, manioc). Les feuilles de la racine de tapioca étaient cuites pour obtenir la vitamine B. 
Les uniformes militaires des prisonniers se détérioraient sous le climat tropical, les hommes furent obligés de se faire des vêtements avec tout ce qu'ils pouvaient. 
Des relations homosexuelles se nouèrent (les hommes étaient jeunes et vigoureux) et cela pouvait indisposer des gradés, qui parfois leur confiaient des corvées, avec l'accord des Japonais. L'ennui, le stress et l'absence de nouvelles de l'extérieur étaient également difficiles à vivre.
Mais bien vite, les hommes ont trouvé des moyens de se distraire, souvent avec l'aval des Japonais :
- The University of Changi (L'université de Changi) : un jour, le colonel « Black Jack » Galleghan est venu avec un officier supérieur japonais. Afin de lutter contre l'ennui, prévenir la désaffection et les pensées d'évasion, il demanda au commandant japonais des livres, que d'ailleurs il savait où trouver. Par conséquent, un convoi de camions est conduit à Changi, amenant tout le contenu de la Bibliothèque de Singapour. Les livres eurent énormément de succès, d'autant plus qu'avant-guerre, l'Australie partageait avec la république d'Irlande une politique de censure très forte sur les livres. Le camp était rempli de jeunes étudiants en droit, en médecine, en astronomie[5]. Environ 20 000 ouvrages sont arrivés, pelletés par les hommes. Des classes d'agronomie, d'éducation, de langues, de droit, de génie civil, de médecine et de sciences  mises en place. Pour certains, l'apprentissage était d'un grand intérêt, pour d'autres, la lecture n'était qu'un moyen de passer le temps. 400 prisonniers de guerre ont appris à lire dans le camp de Changi.
- The Changi Concert Party (L'Orchestre de Changi) : pour tenir le moral des troupes avec humour, s'est très vite constitué l'orchestre. Dès le deuxième jour d'internement, à la caserne Selarang. L'idée de départ était d'accueillir pour un petit spectacle de variétés tous ceux qui souhaitaient y participer[6]. Le succès est arrivé, les Japonais ont donné leur accord pour qu'un orchestre permanent de 30 hommes fut constitué. Ses membres ont passé trois ans de captivité à organiser des spectacles pour les prisonniers alliés. Le succès était tel qu'un système de quotas dut être mis en place afin que chaque prisonnier puisse voir au moins un spectacle. Un spectacle nouveau était présenté toutes les deux semaines, et alternait variétés, pièces musicales, théâtre. L'orchestre, en plus de son public fidèle, occupait une petite troupe de jeunes hommes désireux d'échapper à l'ennui : des accordeurs de piano, des plombiers, des électriciens, des charpentiers...
- La photographie : George Aspinall a laissé de nombreuses photographies de la vie du camp de Changi.
- La caricature : George Sprod a laissé de nombreuses caricatures de la vie au camp de Changi

### La convention de Genève
La convention de Genève n'était pas respectée par l'armée japonaise, tant à Changi - connu de la Croix-Rouge - que dans d'autres camps. Ainsi, en septembre 1942, quatre prisonniers australiens ont été repris pendant une tentative d'évasion. Les Japonais exigèrent des prisonniers de guerre la signature d'une déclaration solennelle dans laquelle ils promettaient de ne plus jamais tenter de s'évader. Or, tout prisonnier militaire a le devoir de tenter de s'évader. Sur ordre de leurs officiers, les soldats ont d'abord refusé. Les Japonais ont alors exposé 15 000 des prisonniers réfractaires dans des baraquements ne pouvant contenir à peine pas plus d'un millier de personnes, ce qui devint vite insupportable. Au bout de quatre jours, sans nourriture ni eau, souffrant de dysenterie, de malnutrition et de déshydratation et étant compressés épaule contre épaule, ils signent la convention que leurs tendent les Japonais. Cependant, pour certains détenus, l'arrivée au camp de Changi après avoir connu des camps en Thaïlande pouvait ressembler à un camp plus calme.

## L'après-guerre
Un musée commémoratif a été créé sur le site, qui regroupe des objets offerts par des vétérans australiens.
En 1947, est sorti un album vinyle LP, Changi souvenir song book, contenant une sélection d'œuvres musicales composées au camp de Changi.:
En 1993, est sorti le disque " The Changi songbook " '1942-1945" (chansons originales de prisonniers de guerre).
En 2001, la chaîne de télévision ABC (Australian Broadcoast Company) a produit et diffusé une série télévisée de 6 épisodes, appelée Changi, et rappelant la vie de prisonniers de guerre australiens dans le camp de Changi. Par la suite, un DVD est sorti, ainsi qu'un CD audio.("Changi", Australian Television (ABC TV) Series, Mario Millo, Universal Music Australia 12092.

## Évocation cinématographique
Le film nommé Un caïd donne un aperçu de la captivité dans le camp de prisonniers de guerre de Changi.
Ce film américain, réalisé par Bryan Forbes (1965), est une adaptation du roman King Rat (1962) de James Clavell, lui-même ancien prisonnier du camp.